# Hypnogorgia pendula
Hypnogorgia pendula är en korallart som beskrevs av Duchassaing och Giovanni Michelotti 1864. Hypnogorgia pendula ingår i släktet Hypnogorgia och familjen Plexauridae. Inga underarter finns listade i Catalogue of Life.